# Křížová cesta (Stromkovice)
Křížová cesta ve Stromkovicích u Jablonce nad Jizerou na Semilsku se nachází jeden kilometr východně od obce v lese na svahu vrchu Kobyla, v katastru Horní Dušnice.

## Historie
Křížovou cestu tvořily obrázky s pašijovými výjevy, upevněné na stromy podél cesty ke kapli Panny Marie. Roku 1993 dostala Křížová cesta nové obrazy do zasklených dřevěných schránek umístěných na vrcholu sloupku.
Kaple Panny Marie byla postavena v druhé polovině 19. století u prameniště údajně léčivé vody. Původní kaple byla roku 2007 stržena z důvodu havarijního stavu. Na jejím místě byla během tří měsíců občanským sdružením Zdravé Krkonoše postavena dřevěná kaple nová. Vnitřek kaple zdobí dřevěný oltářní obraz Panny Marie.

## Fotogalerie

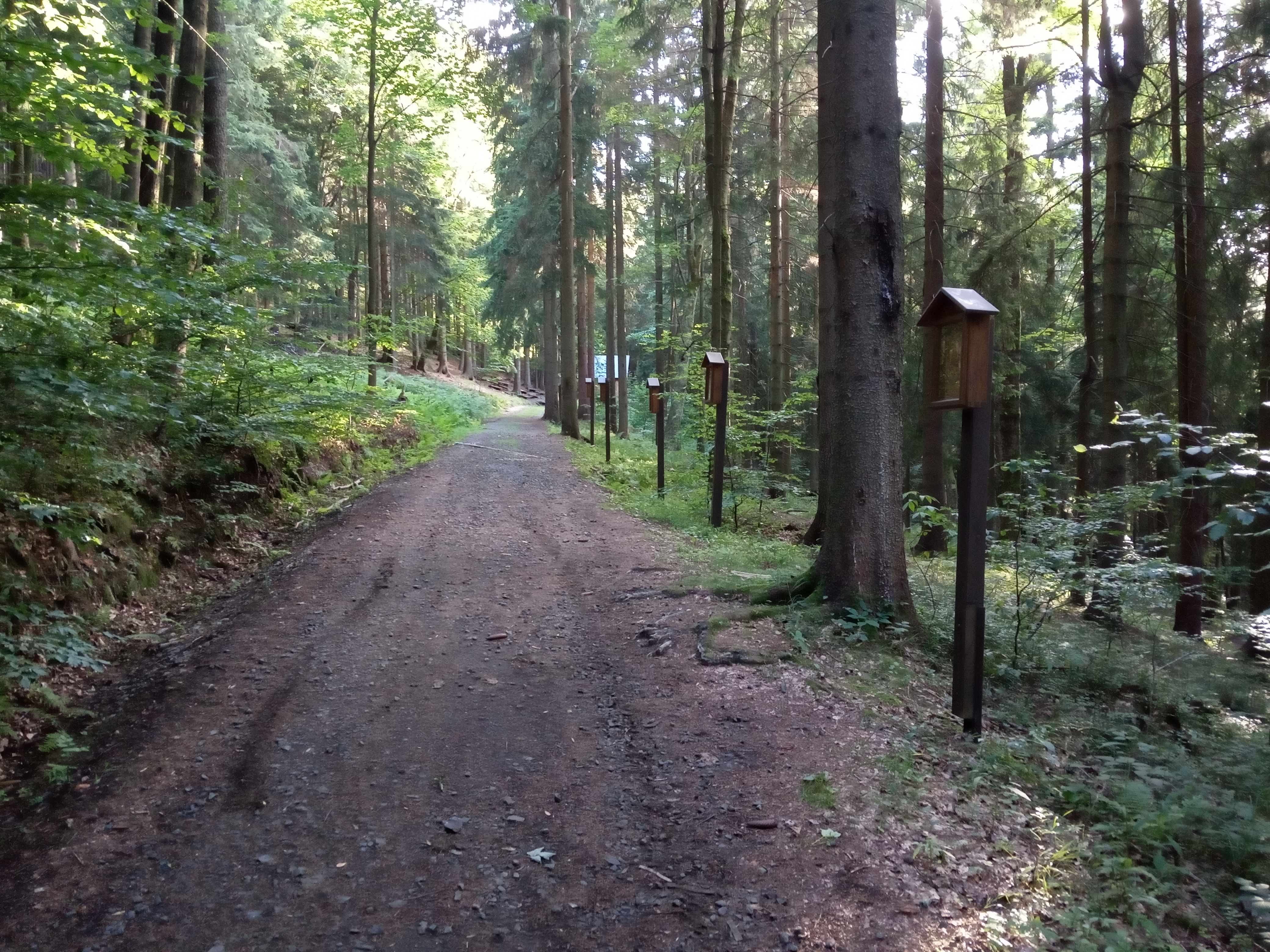
Celkový pohled
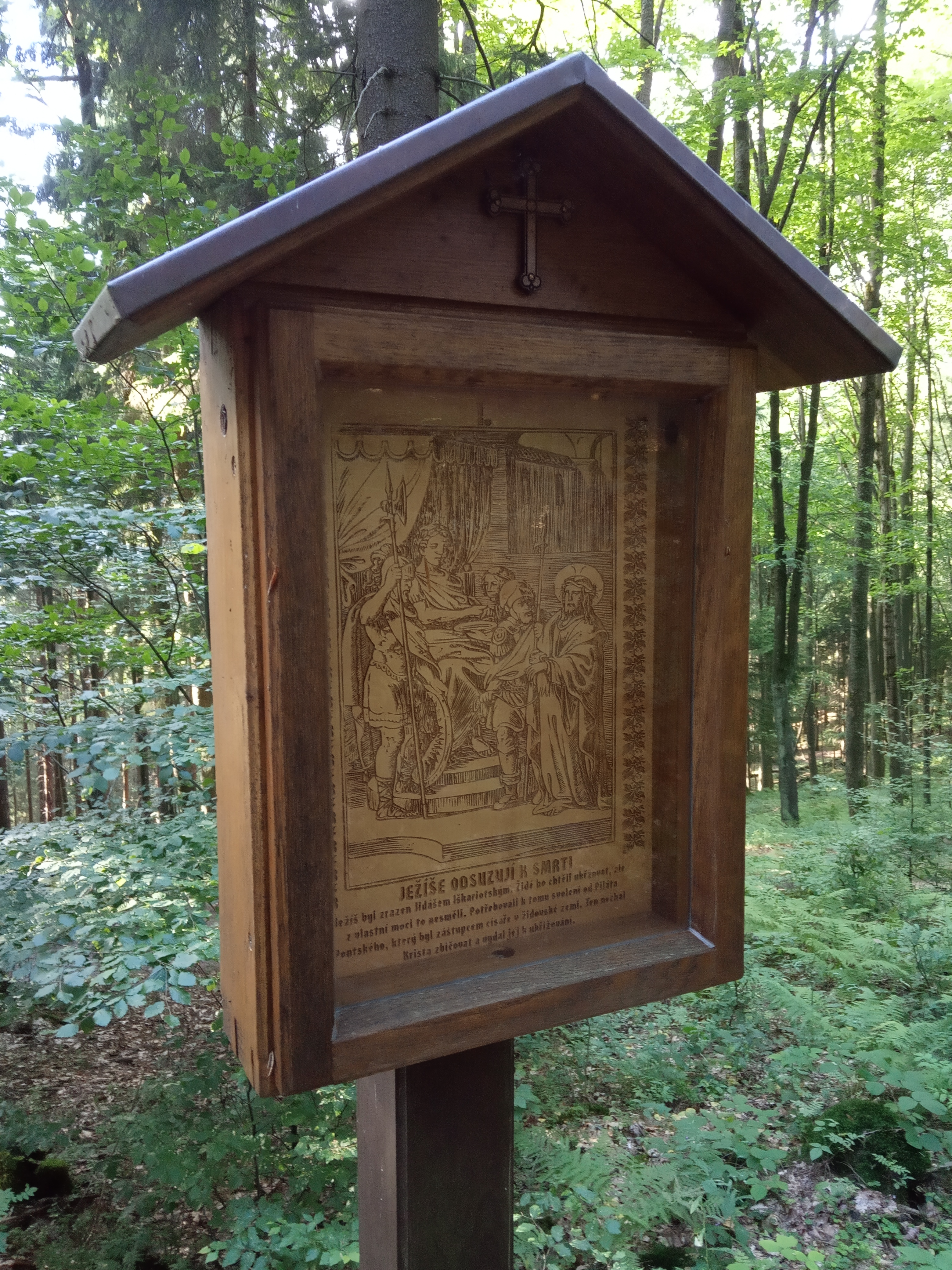
První zastavení
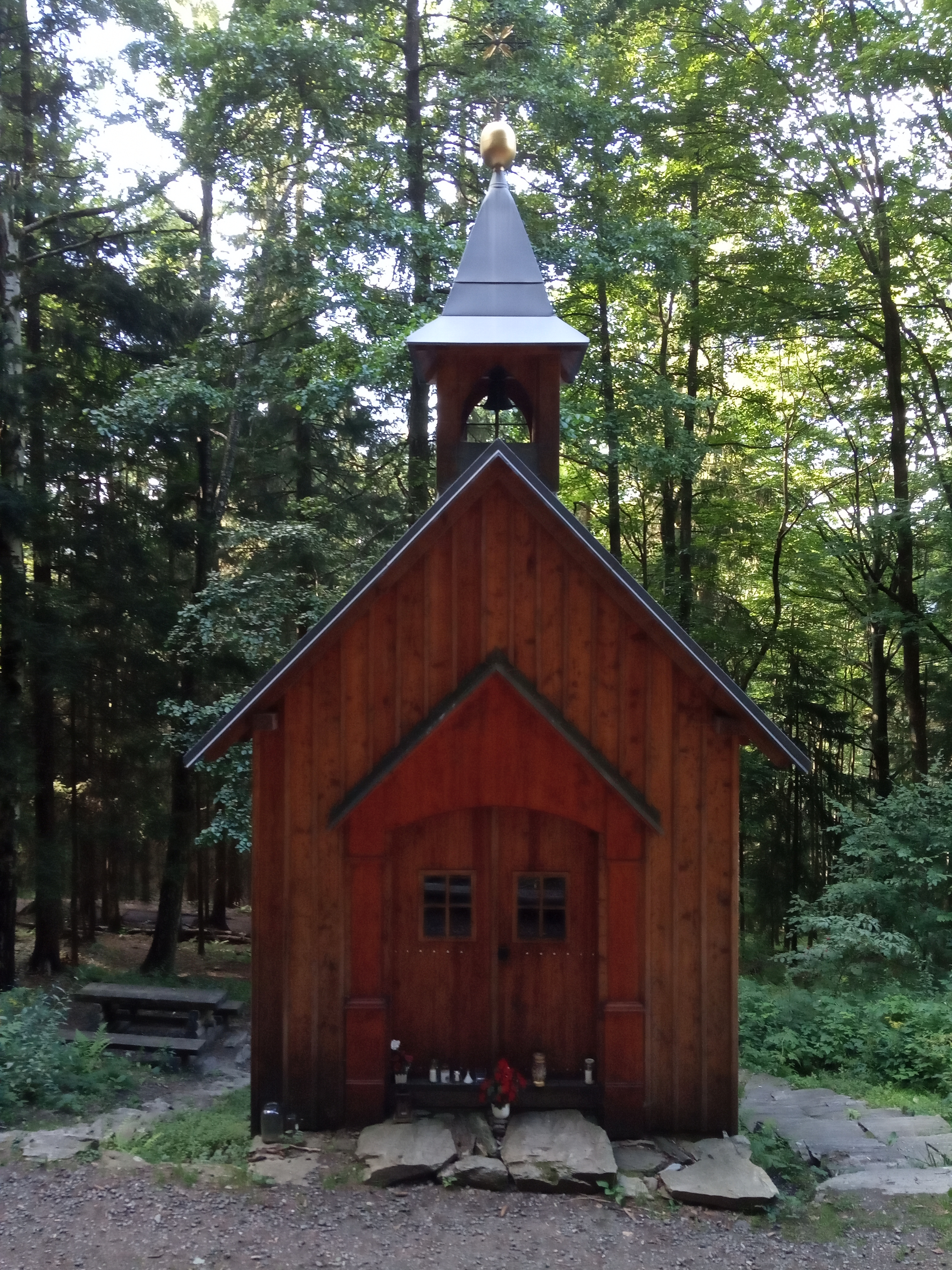
Kaple Panny Marie
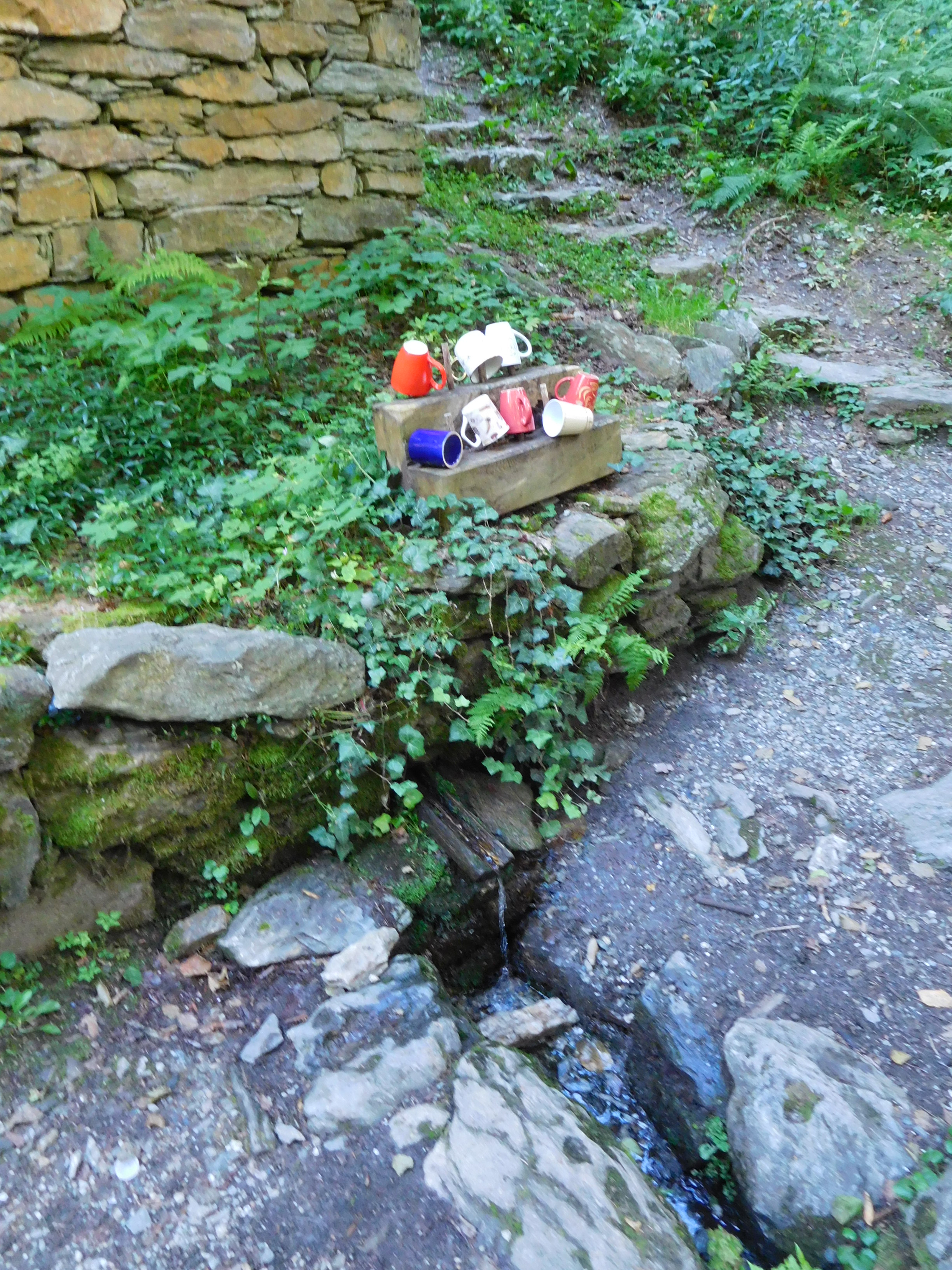
Studánka Pod kapličkou